# Elias Charalambous
Elias Charalambous (* 25. September 1980 in Johannesburg, Südafrika) ist ein ehemaliger zyprischer Fußballspieler. Er bestritt insgesamt 347 Spiele in der zyprischen First Division, der griechischen Super League und der rumänischen Liga 1. In den Jahren 2001, 2003 und 2010 gewann er mit Omonia Nikosia die zyprische Meisterschaft.

## Karriere
Charalambous, der in Südafrika geboren worden ist, spielte seit seiner Jugend bei Omonia Nikosia. Dort begann er auch seine Profikarriere und spielte sehr lange erfolgreich im Verein. Zur Saison 2005/06 wechselte er nach Griechenland zu PAOK Saloniki, wo er Stammspieler wurde. Dennoch ging er nach zwei Jahren zurück zu Omonia Nikosia. In der Winterpause 2011/12 wechselte er zum deutschen Zweitligisten Karlsruher SC, wo er einen Vertrag bis zum Saisonende unterschrieb. Mit seinem einzigen Treffer für Karlsruhe beim 1:0-Sieg gegen Eintracht Frankfurt am 34. Spieltag bewahrte er seinen Verein vor dem direkten Abstieg; die Relegation wurde dann allerdings gegen den SSV Jahn Regensburg verloren. Charalambous verließ Deutschland anschließend wieder und wechselte zum rumänischen Erstligisten FC Vaslui. Mit Vaslui verpasste er in der Saison 2012/13 die Qualifikation zur Europa League und verließ den Klub im Sommer 2013 wieder. Er kehrte nach Zypern zurück, wo ihn Doxa Katokopia unter Vertrag nahm. Im Januar 2014 verpflichtete ihn der griechische Erstligist Levadiakos. Auch dort wurde er auf Anhieb zur Stammkraft. Im Sommer 2014 wechselte er zu AEK Larnaka. Dort beendete er im Sommer 2017 seine Laufbahn
Von 2002 bis 2014 stand er in der zyprischen Nationalmannschaft und bestritt insgesamt 66 Länderspiele.

## Erfolge
- Zyprischer Meister: 2001, 2003, 2010
- Zyprischer Pokalsieger: 2000, 2005, 2011